# Justin Grimm
Justin Scott Grimm (* 16. August 1988 in Bristol, Tennessee) ist ein US-amerikanischer Baseballspieler in der Major League Baseball. Grimms Position spielt derzeit als Relief Pitchers bei den Milwaukee Brewers. Grimm wurde in der 5. Runde des MLB-Drafts 2010 von der Baseball-Organisation der Texas Rangers als Amateur verpflichtet.

## Vereine
Grimm spielte seit 2012 in folgenden Baseball-Clubs (Saisons):
- von 2012 bis 2013 bei den Texas Rangers (Trikot-Nummer 51)
- 2013 bis 2017 bei den Chicago Cubs (Nummer 52)

## Gehalt
Grimms Gehalt belief sich seit 2012 auf schätzungsweise 7.786.682 Dollar.